# Napeogenes hypsaea
Napeogenes hypsaea är en fjärilsart som beskrevs av Otto Staudinger 1885. Napeogenes hypsaea ingår i släktet Napeogenes och familjen praktfjärilar. Inga underarter finns listade i Catalogue of Life.